# Lynn Willis
Lynn Willis (fallecido el 18 de enero de 2013) era un diseñador de juegos de rol y juegos de guerra, conocido por su trabajo con Metagaming Concepts, Game Designers' Workshop (GDW), y Chaosium.

## Biografía
Willis empezó diseñando juegos de guerra de ciencia ficción para Metagaming Concepts, empezando con Godsfire en 1976.: 78  Diseñó Olympica, de MicroGames (1978) y Holy War (1979).: 79  Chaosium publicó Lords of the Middle Sea (1978), y Willis se unió a Chaosium en 1978.: 82 : 83  Con Game Designer's Workshop (GDW) publicó Bloodtree Rebellion (1979). La relación de Willis  con Chaosium demostró ser muy duradera;  Willis se orientó a los juegos de rol. Ayudó al fundador Greg Stafford a recortar y refinar las reglas de RuneQuest a Basic Role-Playing System, reglamento que serviría como base para muchos de las ambientaciones de rol de Chaosium.: 85  Escribió la campaña  Las Máscaras de Nyarlathotep (1984) en el sistema La Llamada de Cthulhu con Larry DiTillio.: 86  Fue incluido en los créditos de diseño para Worlds of Wonder (1982) y el juego de rol Ringworld (1984).
Con otros miembros de Chaosium, coescribió el juego de rol Ghostbusters para West End Games, el cual ganó el premio H.G. Wells al Mejor Reglamento de Rol de 1986.  Willis codiseñó la quinta edición de La Llamada de Cthulhu con Sandy Petersen, y reemplazó a Keith Herber como editor de la línea de Cthulhu cuándo Herber dejó Chaosium en 1994.: 90  Trabajó con Petersen otra vez para la sexta edición de La llamada de Cthulhu. Willis Creó el juego Elric! Con Richard Watts como un nuevo Basic Role-Playing System, versión de Stormbringer.: 91  Después de que Greg Stafford dejase Chaosium en 1998, Willis permaneció en ella como editor en jefe.: 94 
Willis Dejó Chaosium a finales de 2008 debido a problemas de salud; en ese momento, era el empleado más antiguo, con 30 años de antigüedad en la compañía.: 95 

## Rol
| Año  | Título                       | Autores                      | Artistas | Sistema               | Editorial |
| ---- | ---------------------------- | ---------------------------- | -------- | --------------------- | --------- |
| 1984 | Las Máscaras de Nyarlathotep | Larry DiTillio / Lynn Willis |          | La Llamada de Cthulhu | Chaosium  |

## Fallecimiento
En el 11 de septiembre de 2008, el presidente de Chaosium, Charlie Krank, informó el público de que Willis había sido diagnosticado con Parkinson. Krank más tarde informó que Willis falleció el 18 de enero de 2013.